# Barbara Dowmanowicz
Barbara Stefania Dowmanowicz (ur. 16 grudnia 1934 we Lwowie) – polska technik chemik, poseł na Sejm PRL V kadencji.

## Życiorys
Uzyskała wykształcenie średnie, z zawodu technik chemik. Pracowała na stanowisku brygadzistki w Nadodrzańskich Zakładach Przemysłu Organicznego „Rokita” w Brzegu Dolnym. W 1969 uzyskała mandat posła na Sejm PRL w okręgu Legnica, zasiadała w Komisji Przemysłu Ciężkiego, Chemicznego i Górnictwa.